# 比嘉健雄
比嘉健雄（ひが けんゆう）は沖縄で活動する俳優、スーツアクター。テレビドラマ、CM、舞台、県内外のヒーローショーに出演。